# Capadocia (provincia romana)
Cappadocia (en griego antiguo, Καππαδοκίας; en griego moderno: Καππαδοκία) fue una provincia del Imperio Romano en Anatolia (actual centro-este de Turquía), con capital en Cesarea. Fue establecida en el año 17 d. C. por el emperador Tiberio (que gobernó entre el 14 y el 37 d. C.), tras la muerte del último rey de Capadocia, Arquelao.
Capadocia era una provincia imperial, lo que significa que su gobernador (legatus Augusti) era nombrado directamente por el emperador. A finales del siglo I, la provincia incorporó también las regiones del Ponto y Armenia Menor.

## Historia

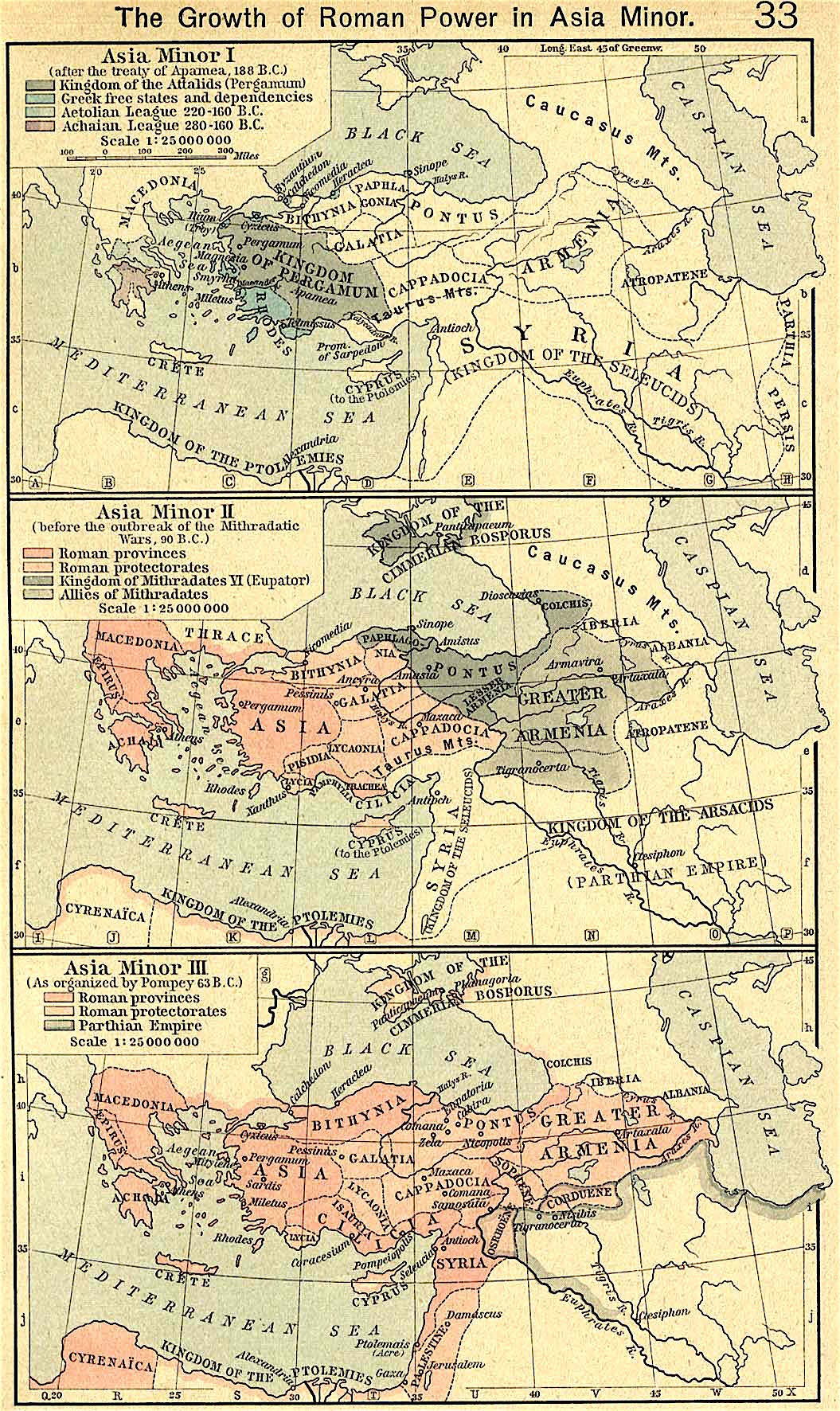
La expansión de la República Romana en Asia Menor desde el 188 a. C. hasta el 63 a. C.

### Aliado romano
Antes del dominio imperial directo, Capadocia era uno de los reinos sucesores del imperio de Alejandro Magno. El reino de Capadocia fue gobernado por la dinastía arriaratí desde el 331 a. C. hasta el 95 a. C. Bajo el mandato de Ariarates IV, Capadocia entró por primera vez en contacto con la República romana como enemigo aliado del rey seleúcida Antíoco el Grande durante la guerra romano-seleúcida de 192 a 188 a. C.
Tras la victoria de Roma sobre Antíoco, Ariarates IV entabló relaciones amistosas con la República al desposar a su hija con el rey de Pérgamo, aliado de Roma. Los reyes arriaratos se convertirían a partir de entonces en un importante aliado de Roma en Oriente. El reino apoyó a la República como contrapeso al Imperio seléucida, que reclamaba el dominio del reino capadocio. Capadocia también apoyaría a Roma en la tercera guerra macedónica contra Perseo de Macedón, del 171 al 166 a. C. La derrota de Roma frente a los seléctidos y a Macedonia consolidó a la República como una gran potencia en el Mediterráneo oriental.
Cuando el rey Atalo III (138-133 a. C.) murió sin heredero en el año 133 a. C., legó el reino de Pérgamo a Roma. Eumenes III reclamó el trono de Pérgamo, ocupando el territorio. En el año 130 a. C., el rey capadocio Ariarates V apoyó al cónsul romano Publio Licinio Craso Dives Muciano en su fallido intento de derrocar a Eumenes III. Tanto Craso como Ariarates V cayeron en la batalla contra Eumenes III. La muerte de Ariarates V hizo que su hijo menor, Ariarates VI, ocupara el trono de Capadocia.
El rey Mitrídates V del Ponto ejerció el control sobre Capadocia al desposar a su hija Laodice con Ariarates VI. Más tarde, Mitrídates V lanzaría una invasión militar de Capadocia, convirtiendo el reino en un protectorado del Reino del Ponto. Aunque nominalmente independiente, la influencia póntica sobre Capadocia fue continuada por su hijo Mitrídates VI del Ponto.
En el año 116 a. C., el rey capadocio Ariarates VI fue asesinado por el noble capadocio Gordius por orden de Mitrídates VI. Mitrídates VI instaló entonces a su hermana Laodice, viuda de Ariarates VI, como regente del infante Ariarates VII, consolidando aún más el control póntico sobre el reino. Después de que el rey Nicomedes III de Bitinia se casara con Laodice, intentó anexionar Capadocia a su reino y depuso a Ariarates VII. Mitrídates VI invadió rápidamente, expulsando a Nicomedes III de la región, restaurando a su sobrino Ariarates VII en el trono de Capadocia, y devolviendo Capadocia a la esfera de influencia del Ponto.
El rey póntico mandó asesinar a Ariarates VII en el año 101 a. C., y Mirthridates VI instaló a su hijo de ocho años, Ariarates IX, en el trono de Capadocia como rey títere. Siendo un niño, Ariarates IX fue incapaz de mantener el control del reino, y los nobles capadocios se rebelaron contra su gobierno en el 97 a. C. y nombraron rey a Ariarates VIII, hijo del asesinado Ariarates VII. Mitrídates sofocó rápidamente la rebelión, exiló a Ariarates VIII y restauró a su hijo en el trono de Capadocia.

### Reino cliente romano (95 a. C.-14 d. C.)
En respuesta a la agitación en Capadocia, en el año 95 a. C. el rey Nicomedes III de Bitinia envió una embajada a Roma, reclamando el dominio del reino. Mitrídates VI del Ponto también envió una embajada a Roma, solicitando la aprobación romana de su dominio sobre Capadocia. El Senado romano, sin embargo, no asignó el reino a ninguno de los dos.
En cambio, el Senado exigió que tanto el Ponto como Bitinia se retiraran de Capadocia y garantizaran su independencia. El Senado ordenó la destitución de Ariarates IX. Con el apoyo militar del gobernador romano de Cilicia Lucio Cornelio Sula, Ariobarzanes I fue instalado como rey de Capadocia. Con Ariobarzanes I instalado en el trono en el año 95 a. C., Capadocia se convirtió en un reino cliente bajo la República Romana.
En el año 93 a. C., las tropas del Reino de Armenia bajo el mando de Tigranes el Grande, yerno de Mitrídates VI, invadieron Capadocia a instancias del rey póntico. Tigranes destronó a Ariobarzanes I, que huyó a Roma, y coronó a Gordius como nuevo rey-cliente de Capadocia. Con Capadocia como reino cliente de Armenia, Tigranes creó una zona de amortiguación entre su reino y la República Romana en expansión.
Con Capadocia asegurada, Mitrídates invadió el reino de Bitinia, derrotando al rey Nicomedes IV en el 90 a. C. Nicomedes IV se vio obligado a huir a Italia. Una delegación senatorial fue enviada al este para restaurar tanto a Nicomedes IV como a Ariobarzanes I en sus respectivos reinos. Aunque la Guerra Social seguía haciendo estragos en Italia, Roma pudo restaurar con éxito a ambos reyes debido a la creciente influencia de la República en la región.

#### Guerras mitridáticas (88-63 d.C.)

Mapa de Asia Menor en el año 89 a. C., al comienzo de la Primera Guerra Mitrídática. Capadocia, de color verde claro, aparece como reino cliente del Ponto, de color verde oscuro.

En el 89 a. C., después de haber llegado a un acuerdo de paz con Roma y con Ariobarzanes I restaurado en el trono de Capadocia, Mitrídates VI volvió a invadir Capadocia, reinstalando a su hijo Ariarates IX como rey títere bajo el dominio póntico. Las acciones de Mitrídates en Capadocia desencadenaron la Primera Guerra Mitrídica (89-85 a. C.) entre Roma y el Ponto y su aliada Armenia.
Lucio Cornelio Sula asumió el mando del esfuerzo bélico romano en el 87 a. C. y derrotó con contundencia a Mitrídates VI y sus aliados en el 85 a. C. Al necesitar su atención en Roma debido a los crecientes desafíos políticos, Sula impuso condiciones suaves a Mitrídates VI: Mitrídates debía renunciar a su control sobre Bitinia y Capadocia, restableciendo a Ariobarzanes I y Nicomedias IV como reyes clientes romanos. A cambio, Roma permitió a Mitrídates VI mantener su dominio sobre el Ponto.
Cuando Nicomedes IV murió en el 74 a. C., legó el reino de Bitinia a la República Romana. Su muerte provocó un vacío de poder en Asia Menor, lo que permitió a Mitrídates VI invadir y conquistar el reino sin líder. Dado que Mitrídates VI volvía a tener planes para los protectorados romanos en Asia Menor, incluida Capadocia, Roma lanzó la Tercera Guerra Mitrídica para acabar con la amenaza póntica. Enviando al cónsul Lucio Licinio Lúculo a Asia, Roma expulsó al Ponto y a su aliada Armenia de Asia propiamente dicha, reafirmando el dominio romano sobre los reinos clientes asiáticos en el año 71 a. C. y conquistando Ponto en el proceso. Cuando Mitrídates VI huyó a Armenia, Lúculo invadió el reino en el 69 a. C.
A pesar de los éxitos iniciales, Lúculo fue incapaz de poner fin a la guerra de forma decisiva. Hacia el 66 a. C., Mitrídates VI y Tigranes pudieron retomar sus respectivos reinos y Lúculo fue llamado a Roma. El Senado envió entonces a Pompeyo el Grande a Oriente para poner fin a la guerra. Al ser derrotado por Pompeyo, Mitrídates VI huyó de nuevo a Armenia. Sin embargo, Tigranes se negó a recibirlo. Mitrídates VI se vio entonces obligado a huir hacia el norte, a través del Mar Negro, hasta el reino de Bósforo, bajo el gobierno de su hijo Maqués, con lo que la guerra llegó a su fin en el año 65 a. C.
Cuando Maquares se negó a iniciar una nueva guerra contra Roma, Mitrídates VI lo hizo matar y asumió para sí el trono del Bósforo. Mientras que Mitrídates VI estaba ansioso por luchar contra los romanos una vez más, su hijo menor, Farnaces II del Ponto, no lo estaba y conspiró para apartar a su padre del poder. Sus planes fueron descubiertos, pero el ejército, que no deseaba enfrentarse a Pompeyo y sus ejércitos, apoyó a Farnaces. Marcharon contra Mitrídates VI y obligaron a su antiguo rey a quitarse la vida en el año 63 a. C. Farnaces II envió rápidamente una embajada a Pompeyo con ofertas de sumisión. Pompeyo aceptó la sumisión de Farnaces II y, a cambio, nombró a Farnaces II como rey cliente romano del Reino Bosporio.
Con Mitrídates VI ausente de Asia Menor, Pompeyo anexionó oficialmente Bitinia, el Ponto y Cilicia a la República Romana como provincias. Invadiendo Armenia en el 64 a. C., Tigranes se rindió a Pompeyo y se convirtió en un reino cliente de Roma. Con Armenia reducida, Pompeyo se dirigió entonces al sur y anexionó oficialmente el reino cliente romano de Siria en la República como provincia al deponer a su rey Antíoco XIII Asiático. Tras la muerte de Ariobarzanes I, Pompeyo, como uno de sus últimos actos en Oriente antes de regresar a Roma, instaló a su hijo Ariobarzanes II como nuevo rey cliente romano de Capadocia.
Ariobarzanes II reinó como rey cliente de Roma hasta el año 51 a. C., cuando fue asesinado por fuerzas leales al vecino Imperio Parto. El Senado romano declaró a su hijo Ariobarzanes III como su legítimo sucesor y, con el apoyo militar del gobernador romano de Cilicia Marcus Tullius Cicero,lo instaló en el trono de Capadocia. En el año 50 a. C., Ariobarzanes III, con la ayuda de Cicerón, descubrió un complot de Athenais Philostorgos II, madre de Ariobarzanes III, para deponerlo e instalar a su hermano menor Ariarathes X como rey. Juntos, Cicerón y Ariobarzanes III desterraron a Atenea, que era hija de Mitrídates VI, de Capadocia.

#### Guerras civiles romanas
Capadocia se convirtió en un actor importante durante las guerras civiles republicanas romanas. Cuando Julio César cruzó el río Rubicón en el año 49 a. C. y comenzó su guerra civil, muchos miembros del Senado romano bajo el liderazgo de Pompeyo huyeron a Oriente. El rey capadocio Ariobarzanes III apoyó inicialmente a Pompeyo contra César, agradecido por el apoyo que Pompeyo había prestado a su padre años antes. Sin embargo, tras la victoria de César sobre Pompeyo en la batalla de Farsulo y el posterior asesinato de Pompeyo en el 48 a. C., Ariobarzanes III declaró su lealtad a César. Posteriormente, César nombró a Gneo Domicio Calvino como gobernador romano de Asia para que actuara como su principal lugarteniente en Asia Menor mientras él viajaba al Egipto ptolemaico.
Cuando los romanos estaban distraídos por la guerra civil, Farnaces II, el rey cliente romano del reino de Bósforo e hijo menor de Mitrídates VI, decidió aprovechar la oportunidad y conquistó Cólquida y Armenia Menor (territorios de la provincia romana del Ponto). Los gobernantes de Capadocia y Galacia, Ariobarzanes III y Deiotarus respectivamente, pidieron protección a Calvino y pronto las fuerzas romanas buscaron la batalla con Farnaces II. Se encontraron en la batalla de Nicópolis, en Anatolia oriental, donde Farnaces II derrotó al ejército romano e invadió gran parte de Capadocia, el Ponto y Bitinia.
Tras derrotar a las fuerzas ptolemaicas en la batalla del Nilo, César abandonó Egipto en el 47 a. C. y viajó por Siria, Cilicia y Capadocia para enfrentarse a Farnaces II. Cuando Farnaces II se enteró de que César se acercaba con su veterano ejército, envió enviados para buscar la paz, que César rechazó. César se enfrentó a Farnaces II en la batalla de Zela, derrotando decisivamente al rey póntico y reafirmando el dominio romano sobre Asia Menor. A su regreso al reino del Bósforo, Farnaces II fue asesinado por su yerno Asandro. A cambio, César nombró a Asandro como nuevo rey cliente romano del reino. A continuación, César incorporó Armenia Menor a Capadocia para que sirviera de amortiguador de los intereses de Roma en Asia Menor frente a futuras agresiones orientales.
César fue asesinado el 15 de marzo del 44 a. C. por los miembros del Senado romano, entre los que destacaban Marco Junio Bruto y Cayo Casio Longinos. Los "Libertadores" huyeron entonces de Italia, asumiendo el mando de las provincias orientales de la República y de los reinos clientes orientales, incluida Capadocia, en el 43 a. C. Cuando Ariobarzanes III se opuso al nivel de intervención romana en su reino, Casio lo hizo ejecutar e instaló a su hermano menor Ariarates X en el trono de Capadocia en el 42 a. C. Ese mismo año, tras la derrota de Bruto y Casio por el Segundo Triunvirato en la batalla de Filipos, el triunviro Marco Antonio asumió el mando de las provincias orientales y los reinos clientes. En el año 36 a. C., Antonio ejecutó a Ariarates X e instaló a Arquelao como nuevo rey cliente de Capadocia.
El Segundo Triunvirato expiró en el 33 a. C., poniendo fin al derecho legal de Antonio a gobernar la mitad oriental de la República. Al expirar el Triunvirato, se intensificó la lucha por el dominio entre Antonio y Octavio. Mientras Octavio aumentaba su apoyo en Occidente, Antonio se acercaba cada vez más a la reina egipcia Cleopatra. Cuando Octavio declaró la guerra a Egipto, Antonio, apoyado por los reinos clientes de Oriente (incluida Capadocia), acudió en ayuda de Egipto contra Octavio. La victoria de Octavio sobre Antonio en la batalla de Actium en el 31 a. C. aseguró la posición de Octavio como amo indiscutible del mundo romano. Viajando por Asia Menor y el Levante desde Grecia hasta Egipto, el rey capadocio Arquelao y los demás reyes clientes orientales declararon su lealtad a Octavio. A cambio, Octavio les permitió a él y a los demás reyes clientes permanecer en sus tronos.
Cuando Octavio se convirtió en "Augusto" como primer emperador romano en el año 27 a. C., Capadocia se convirtió en un importante reino cliente oriental de confianza, manteniendo su independencia tributaria bajo el reorganizado Imperio Romano. Arquelao se convirtió en un importante rey cliente para la política oriental de Augusto. Augusto consideró a Arquelao como un gobernante leal, sin comprometerse a convertir Capadocia en una provincia directa. Como recompensa por su lealtad, en el año 25 a. C., Augusto asignó a Arquelao los territorios de Cilicia a lo largo del Mediterráneo oriental y de Armenia Menor a lo largo del Mar Negro. Augusto concedió a Arquelao estos territorios adicionales con el fin de eliminar la piratería en el Mediterráneo oriental y construir un amortiguador entre Roma y el Imperio Parto.

### Provincia romana

#### Durante el Principado
Capadocia siguió siendo un reino cliente oriental importante y de confianza bajo el reinado del emperador Augusto. Sin embargo, la política de Roma hacia Capadocia cambió tras la muerte de Augusto en el año 14 y el reinado del emperador Tiberio. Años antes, Tiberio había sido despreciado por Arquelao cuando el rey capadocio mostró su favor a Cayo César, uno de los nietos y principales herederos de Augusto. Mientras Tiberio estaba retirado en la isla griega de Rodas desde el 6 a. C. hasta el 2 d. C., aunque era el comandante nominal de la mitad oriental del Imperio, en el 1 a. C. Arquelao reconoció a Cayo César, entonces comandante militar subordinado a Tiberio, como verdadero representante de Augusto. Aunque Cayo César era el sucesor preferido de Augusto, su muerte en el año 4 d. C. durante una campaña militar en Armenia obligó a Augusto a adoptar a Tiberio y nombrarlo sucesor.
Al asumir el trono imperial en el año 14 d. C., Tiberio inició un cambio en la política oriental de Roma. Tiberio, que quería tener acceso directo a los recursos de Capadocia y quería reducir a Arquelao, convocó a Arquelao a Roma en el año 17 d. C. En ese momento, Arquelao había gobernado Capadocia como rey cliente de Roma durante más de cincuenta años. Cuando llegó a Roma, Tiberio acusó a Arquelao de albergar planes revolucionarios y lo encarceló, donde murió por causas naturales poco después.
Enviando a su hijo adoptivo Germánico a supervisar los asuntos de Roma en Oriente, Tiberio anexionó entonces Capadocia directamente al Imperio reduciendo el reino a una provincia romana. Tiberio otorgó el gobierno del reino cliente romano de Armenia al hijastro de Arquelao, Artaxias III, y el gobierno del reino cliente romano de Cilicia al hijo de Arquelao, Arquelao II. Al llegar a Oriente en el año 18 d. C., Germánico consolidó el control romano sobre Capadocia y la región. Bajo las órdenes del emperador, Germánico también anexionó al Imperio el vecino del sureste de Capadocia, el reino cliente de Comagén, como parte de la provincia de Siria.
Durante gran parte del siglo I d. C., Polemón II del Ponto gobernó como rey cliente romano sobre los restos del antiguo reino del Ponto (Armenia Menor y Cólquida). Sin embargo, en el año 62 d. C., el emperador romano Nerón lo depuso y anexionó su reino al dominio imperial directo, incorporando su antiguo territorio a Capadocia.
Bordeando el río Éufrates por el este, Capadocia era la provincia más oriental del Imperio. Su capital, Caesarea (actual Kayseri), estaba situada en la parte más central de Anatolia, más alejada de la frontera parta. Tras la anexión, la provincia fue gobernada por un gobernador de rango ecuestre con el título de procurador. Los proctores sólo comandaban unidades militares auxiliares y dependían del Legado Imperial de Siria, de rango senatorial, para su dirección.
Tras la guerra civil romana del 69, el emperador Vespasiano elevó la provincia a rango senatorial, equiparando su gobernador al de Siria. Como provincia senatorial a mediados del siglo II d. C., Capadocia mantuvo una guarnición militar permanente de tres legiones y varias unidades auxiliares, en total más de 28.000 soldados. La presencia militar en Capadocia sirvió como una importante fuerza de respuesta contra las invasiones del Imperio parto y permitió a los romanos intervenir fácilmente en los asuntos de su reino cliente de Armenia.
El primer capadocio admitido en el Senado romano fue Tiberio Claudio Gordiano, durante el reinado de Marco Aurelio a mediados del siglo II d. C.

#### Durante el Dominado
Tras la reorganización provincial de Diocleciano, los territorios pónticos y armenios fueron divididos, y la provincia quedó reducida a la región de Capadocia propiamente dicha. Estaba dirigida por un consularis y pasó a depender de la diócesis del Ponto. La provincia fue sede de un gran número de haciendas imperiales, como atestigua la legislación contemporánea. En la carretera entre Constantinopla y Antioquía, Cesárea fue testigo de un importante número de visitas imperiales (Itinerarios de los emperadores romanos, 337-361); Valente (363-378) fue especialmente frecuente. El futuro emperador Juliano pasó sus primeros años en una finca remota, Macellum. Las divisiones de clase entre la clase terrateniente y los pobres urbanos y rurales eran extremas, al igual que el clima de esta meseta.
A finales de la década de 330, la mitad oriental de la provincia se dividió para formar las provincias de Armenia Prima y Armenia Secunda. En el año 371, el emperador Valente escindió la región suroccidental en torno a Tyana, que se convirtió en Cappadocia Secunda bajo un praeses, mientras que el resto se convirtió en Cappadocia Prima, aún bajo unconsularis.
La Capadocia de este periodo vio una generación de pensadores cristianos, los más destacados de los cuales fueron Basilio de Cesarea, su amigo íntimo Gregorio de Nazianzos, su hermano menor Gregorio de Nisa y un primo del anterior, Anfiloquio de Iconio.

### Desarrollos posteriores
En el periodo 535-553, bajo el emperador Justiniano I, las dos provincias se unieron en una sola unidad bajo un procónsul. A lo largo de la época romana tardía, la región fue objeto de incursiones por parte de los isaurios, lo que llevó a la fortificación de las ciudades locales. A principios del siglo VII, la región fue capturada brevemente por el Imperio sasánida. Tras el estallido de las conquistas musulmanas, las repetidas incursiones devastaron la región, que se convirtió en una zona fronteriza bajo los nuevos themata bizantinos de Anatolikon y Armeniakon.